# 福島県道365号赤留塔寺線
福島県道365号赤留塔寺線（ふくしまけんどう365ごう あかるとうでらせん）は、福島県の大沼郡会津美里町から河沼郡会津坂下町に至る一般県道。

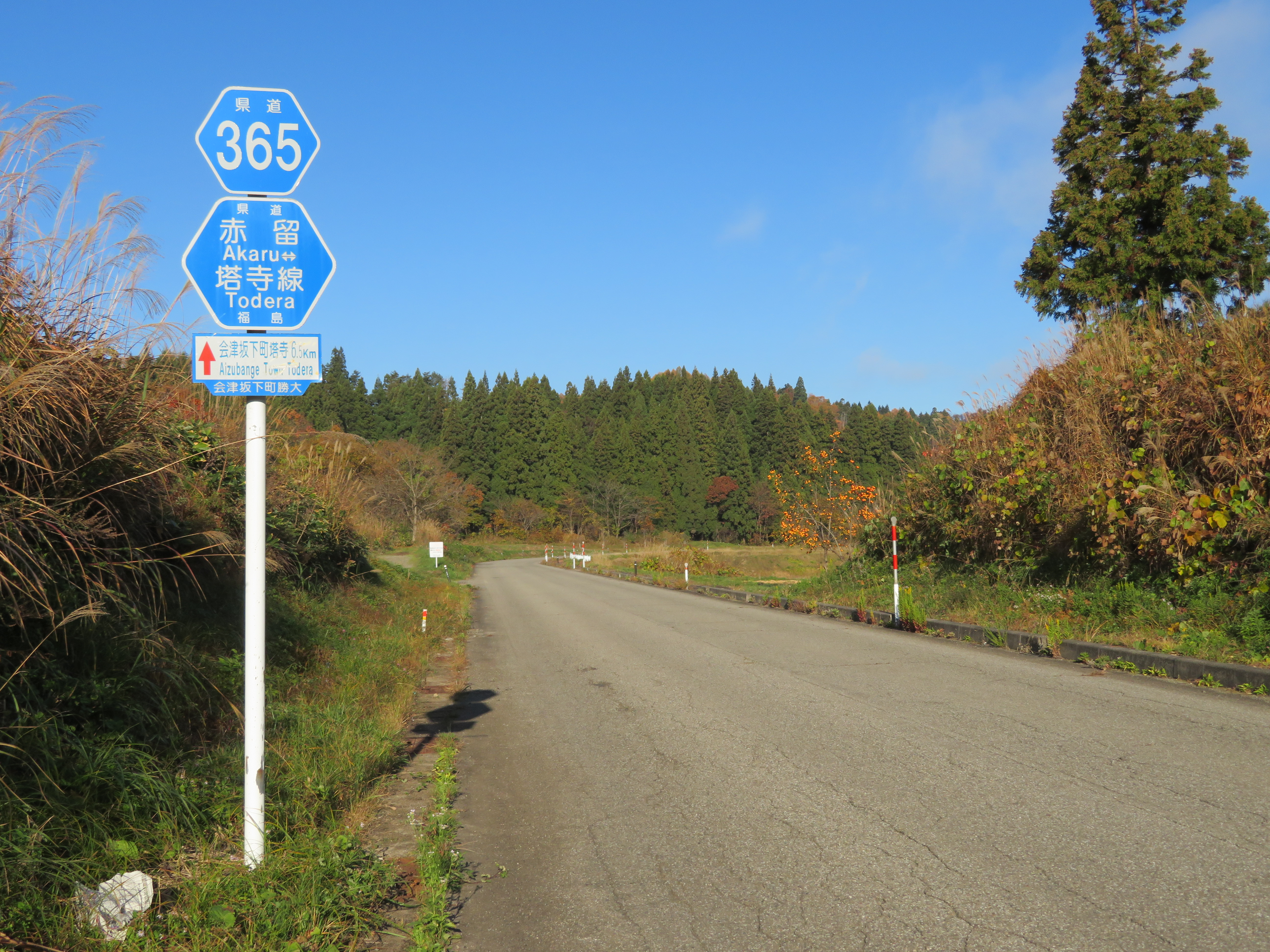
会津坂下町勝大付近

## 概要
- 起点 : 大沼郡会津美里町大字赤留字堂の前
- 終点 : 河沼郡会津坂下町大字塔寺字大門
- 総延長 : 16.008km
  - 実延長：15.525km[1]
- 路線認定年月日：1973年3月23日[2]

会津盆地西縁部を縦断する県道であり、沿線には会津地方を代表する神社仏閣や景勝地が存在することから会津まほろば街道の一部として観光周遊道路の役割も担っている。

## 沿線
もともと下野裏街道ともいわれ、博士山方向あるいは会津美里町の高田市街から赤留地区をへて北へ伸び、会津坂下町の塔寺地区で越後街道に交わっていた。古くから修験者らに利用され、名所・旧跡が数多く存在し、俗に「八反道（はったんみち）」、「八反街道」ともいわれる。会津盆地西部の山麓を通る裏道であり、田島からも関所を通らないで行き来できた。今の県道部分は、南から
- 会津美里町　赤留→八木沢→雀林（法用寺）→米沢→根岸（弘安寺）→長尾（旧銀山街道の道標あり）→佐賀瀬川→出戸田沢
- 会津坂下町　勝方(勝方寺)→杉（春日八郎記念公園）→塔寺(恵隆寺)

### 八反（はったん）小僧伝説
昔、「八反小僧」または「塔寺八反」という盗賊がいた。もともとは盗賊ではなく飛脚だったらしいが、あるとき盗賊に囲まれても、右に左にヒラリと身をかわしたので盗賊のほうがまいって、「ぜひ我らの親分に」ということで盗賊に転身したらしい。
この八反小僧は、盗んだものをこの八反道を経由して翌朝には日光の市に出しては儲けて、さらにその日のうちに帰っていたという眉唾伝説である。八反という呼び名は足が非常にはやく八反の布を腰から垂らしても地に付くことはなかったからといわれている。

## 交差する道路
会津美里町
- 福島県道53号会津高田柳津線（赤留字堂の前 起点）
- 福島県道59号会津若松三島線（佐賀瀬川）

会津坂下町
- 国道49号塔寺バイパス（塔寺字経塚）
- 福島県道43号会津坂下山都線（塔寺字大門 終点）

## バイパス
八木沢バイパス
- 起点 - 会津美里町赤留
- 終点 - 会津美里町雀林
- 延長 - 2.1㎞

八木沢地区の狭隘区間によって車両、歩行者の安全確保が難しく、特に現道沿線の町立赤沢小学校の児童の通学の安全確保のために事業化され、2008年（平成20年）12月16日に開通した（なお、赤沢小学校は2010年に高田小学校への統合のために閉校している。）。総事業費は4億4800万円。集落の西側を迂回しており、沿線には地域住民によって遊休農地に植えられた菜の花畑が広がり、毎年4月に八木沢菜の花祭りが行われている。
佐賀瀬川工区
- 起点 - 会津美里町佐賀瀬川字東萱平
- 終点 - 会津美里町佐賀瀬川字佐賀瀬川
- 延長 - 610m

佐賀瀬川集落（県道59号重用区間周辺）の狭隘区間によって車両、歩行者の安全確保が難しく、地域から早期の道路整備が求められていたため2014年度に事業着手し、2018年8月10日に供用が開始された。新鶴体育館付近から県道59号重用区間にかけてV字型を描く線形をショートカットし集落を迂回する。
船杉工区
- 起点 - 会津坂下町船杉字南杉乙
- 終点 - 会津坂下町塔寺字上野
- 延長 - 760m
- 幅員 - 10.0m（車道部6.0m）

船杉地区の集落内を通過する狭隘区間解消のために、2001年4月に事業化され、2016年11月30日に開通した。現道からJR只見線を挟んで西側の山裾に建設されており、現道では踏切で平面交差していた線路とはアンダーパス（只見線杉の糸桜こ道橋）で立体交差している。旧道は2018年3月27日に県道指定を外れ町道へ移管された。